# Bulbophyllum escritorii
Bulbophyllum escritorii là một loài phong lan thuộc chi Bulbophyllum.